# 宇都宮市立城東小学校
宇都宮市立城東小学校（うつのみやしりつ じょうとうしょうがっこう）は、栃木県宇都宮市城東二丁目にある公立小学校。2023年（令和5年）5月1日現在の児童数は16学級401人。

## 沿革
- 1975年（昭和50年）
  - 4月1日 - 宇都宮市立簗瀬小学校より分離、宇都宮市立城東小学校として開校[5]。開校当時は校地整備が不十分で、朝の会の後、全校児童で石拾いを行っていた[6]。
  - 9月27日 - 校歌制定。作詞者は薄井春夫（初代校長）、作曲者は船村徹[6]。
- 1984年（昭和59年）11月24日 - 創立10周年記念式典挙行。
- 1987年（昭和62年）3月31日 - 校庭拡張（南へ1800㎡）工事完了。
- 1991年（平成3年）1月14日 - 校舎増改築等の設計完了。
- 1992年（平成4年）
  - 3月13日 - 管理棟増改築工事完了。
  - 3月31日 - 校舎前栽培及び外溝工事完了。
- 1993年（平成5年）
  - 3月30日 - 校舎改修工事及び校舎外壁塗装工事完了。
  - 8月26日 - 校舎2階と3階普通教室床一部張替え工事完了。
- 1994年（平成6年）11月22日 - 創立20周年記念式典挙行。
- 1999年（平成11年）3月9日 - 給食室警備機器を設置。
- 2000年（平成12年）2月25日 - 給食室熱風消毒器取り付け工事完了。
- 2001年（平成13年）
  - 2月28日 - 非常階段改修工事完了。
  - 9月28日 - 受水槽設備更新工事完了。
- 2002年（平成14年）3月28日 - ブランコと雲梯の移設工事完了。
- 2003年（平成15年）
  - 3月20日 - 防火貯水槽工事完了。
  - 10月23日 - 赤水対策による水道工事完了。
- 2004年（平成16年）
  - 11月8日 - 市下水道接続工事及び北・東フェンスと北門門扉・正門・通用門門扉及び南門門扉完成。
  - 11月19日 - 創立30周年記念式典挙行。
- 2005年（平成17年）4月1日 - チャレンジルーム（特別支援教室）開設。
- 2007年（平成19年）12月21日 - 体育館緞帳新調。
- 2009年（平成21年）
  - 4月1日 - かがやきルーム（特別支援教室）開設。
  - 6月30日 - 普通教室への空調設備設置工事完了。
  - 9月30日 - 校舎・体育館耐震補強工事完了。
  - 12月12日 - 地上デジタルテレビ22台設置。
- 2010年（平成22年）	
  - 1月20日 - 創立35周年記念集会を実施し、航空写真撮影を行った。
  - 3月4日 - コンピュータ室に新規パソコン40台設置。
  - 7月 - 宮っ子ステーション設立。
- 2011年（平成23年）3月 - チャレンジ学級教室増設。
- 2013年（平成25年）4月 - 児童数増加による教室増築。
- 2015年（平成27年）1月23日 - 創立40周年記念式典挙行。
- 2022年（令和4年）
  - 4月 - 校庭南西に子どもの家増設。
  - 9月 - 体育館に冷房用エアコン設置。

## 通学区域
- 宇都宮市[7]
  - 宿郷2丁目（一部）
  - 宿郷3丁目（一部）
  - 宿郷5丁目
  - 平松町（一部）
  - 平松本町（一部）
  - 簗瀬町（一部）
  - 簗瀬4丁目（一部）
  - 東簗瀬1丁目（一部）
  - 下栗1丁目（一部）
  - 峰1丁目（一部）
  - 城東1丁目
  - 城東2丁目

## エピソード
第1期卒業生のタイムカプセル
1976年3月の第1期生の卒業記念にとその当時流行していたタイムカプセルを校庭に埋めた。当初の予定では21世紀に入ってからの創立記念日に開封予定であった。しかし、1987年の校庭拡張工事の際に当時の教員が別の場所へ埋め直し、この教員が退職後他界したため、所在不明となっていた。2021年11月4日に校庭で学童保育施設新築工事の際に地中から45年ぶりに発見された。校庭で工事があると知った同窓会会長が予め学校を通じて工事関係者にタイムカプセルの存在を伝えていたことが功を奏した。タイムカプセルの中身は、2022年1月の創立記念日に返還式典を行い、1月23日に第一期生に返却予定だったが、新型コロナウイルス感染拡大の影響で、3月13日に延期された。

## アクセス
- 関東バス駒生営業所発宇都宮駅経由瑞穂野団地行、東汗行[9]で「城東小前」バス停下車。
  - JR宇都宮駅（西口）から、「城東小前」バス停まで、5～7分。

## 周辺
- 公文式城東小学校前教室 - 宇都宮市道をはさんで、敷地が隣接。
- 国道4号宇都宮バイパス
- 栃木県道1号宇都宮笠間線
- セブンイレブン宇都宮簗瀬城東小前店